# 55th Virginia Infantry
Cinquante-cinquième régiment d'infanterie de volontaires de Virginie

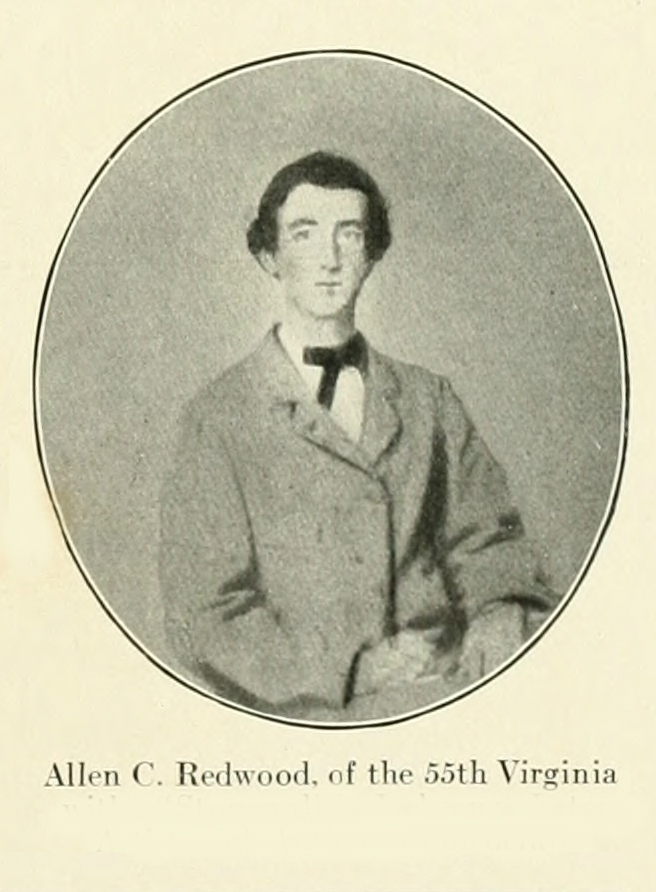

Le 55th Virginia Infantry (cinquante-cinquième régiment d'infanterie de volontaires de Virginie) est un régiment d'infanterie de l'armée des États confédérés pendant la guerre de Sécession.

## Organisation
En mai 1861, le commandant William N. Ward lève une unité connue sous le nom de bataillon d'Essex et de Middlesex, dont les « Essex Sharp Shooters » (les tireurs affûtés d'Essex) qui ont été formés à l'été 1860 en tant que compagnie de volontaires. Elle est appelée formellement en tant que 55tt Virgnia Infantry en septembre 1861 lorsque le colonel Francis M. Mallory en prend le commandement. Il fait finalement partie de la division légère d'A. P. Hill. 
Le régiment est constitué de 12 compagnies des comtés d'Essex, de Middlesex, de Lancaster, de Spotsylvania et de Westmoreland, bien que jamais plus de onze compagnies servent ensemble au même moment.
Parmi les compagnies du régiment on trouve :
- Compagnie A : « Essex Artillery » - (artillerie d'Essex)[note 1],[2](p49)
- Compagnie B : « Middlesex Artillery » - (artillerie du Middlesex)[2](p98)
- Compagnie C : « Middlesex Southerners » - (sudistes du Middlesex)[2](p98)
- Compagnie D : « Davis Rifles » - (les fusiliers de Davis)[2](p42)
- Compagnie D : « Essex Davis Rifles » - (les fusiliers de Davis d'Essex)[2](p49)
- Compagnie E : « Westmoreland Greys » - (gris du Westmoreland)[2](p163)
- Compagnie F : « Essex Sharpshooters » - (tireurs d'élite d'Essex)[2](p49)
- Compagnie G : « Essex Greys » - (gris d'Essex)[2](p49)
- Compagnie H : « Middlesex Riflemen » - (fusiliers du Middlesex)[2](p98)

## Service
Parmi les batailles auxquelles le 55th Virginia Infantry participe, il y a la bataille de sept jours, la seconde bataille de Bull Run, celles de Fredericksburg, de Chancellorsville et de Gettysburg, ainsi qu'à la défense de Richmond et de Petersburg.

## Pertes
Au total, 1 321 hommes sont inscrits sur les listes d'enrôlement ; 1 181 hommes servent en campagne avec le régiment. Sur ces derniers, 108 sont tués au combat, et 198 sont morts de maladie.

## Commandement
Ses officiers supérieurs sont les colonels William S. Christian et Francis Mallory ; les lieutenants-colonels Robert H. Archer et Evan Rice ; et les commandants Thomas M. Burke, Robert B. Fauntleroy, Charles N. Lawson, Andrew D. Saunders, et William N. Ward.